# Marc García Puig
Marc García Puig (Alcira, Valencia, España, 25 de mayo de 1990), más conocido como Marc García, es un entrenador de fútbol español que actualmente dirige al Real Ávila

## Trayectoria
Marc comenzó su trayectoria en los banquillos como segundo entrenador del Torrent CF de la Tercera División de España, en el que trabajó durante dos temporadas, desde 2019 a 2021.
En julio de 2021, firma como segundo entrenador de Dani Ponz en la UD Alzira de la Segunda División RFEF. 
En la temporada 2021-22, continúa como segundo entrenador de la UD Alzira a las órdenes de Juan Francisco Alcoy.
El 3 de noviembre de 2022, firma como entrenador del UD Alzira de la Segunda División RFEF, tras la destitución de Juan Francisco Alcoy.

## Clubes
| Club                      | País   | Año       |
| ------------------------- | ------ | --------- |
| Torrent CF                | España | 2019-2021 |
| UD Alzira (2º entrenador) | España | 2021-2022 |
| UD Alzira                 | España | 2022-2024 |
| Lleida Club de Futbol     | España | 2024-2025 |